# Gemeine Miesmuschel

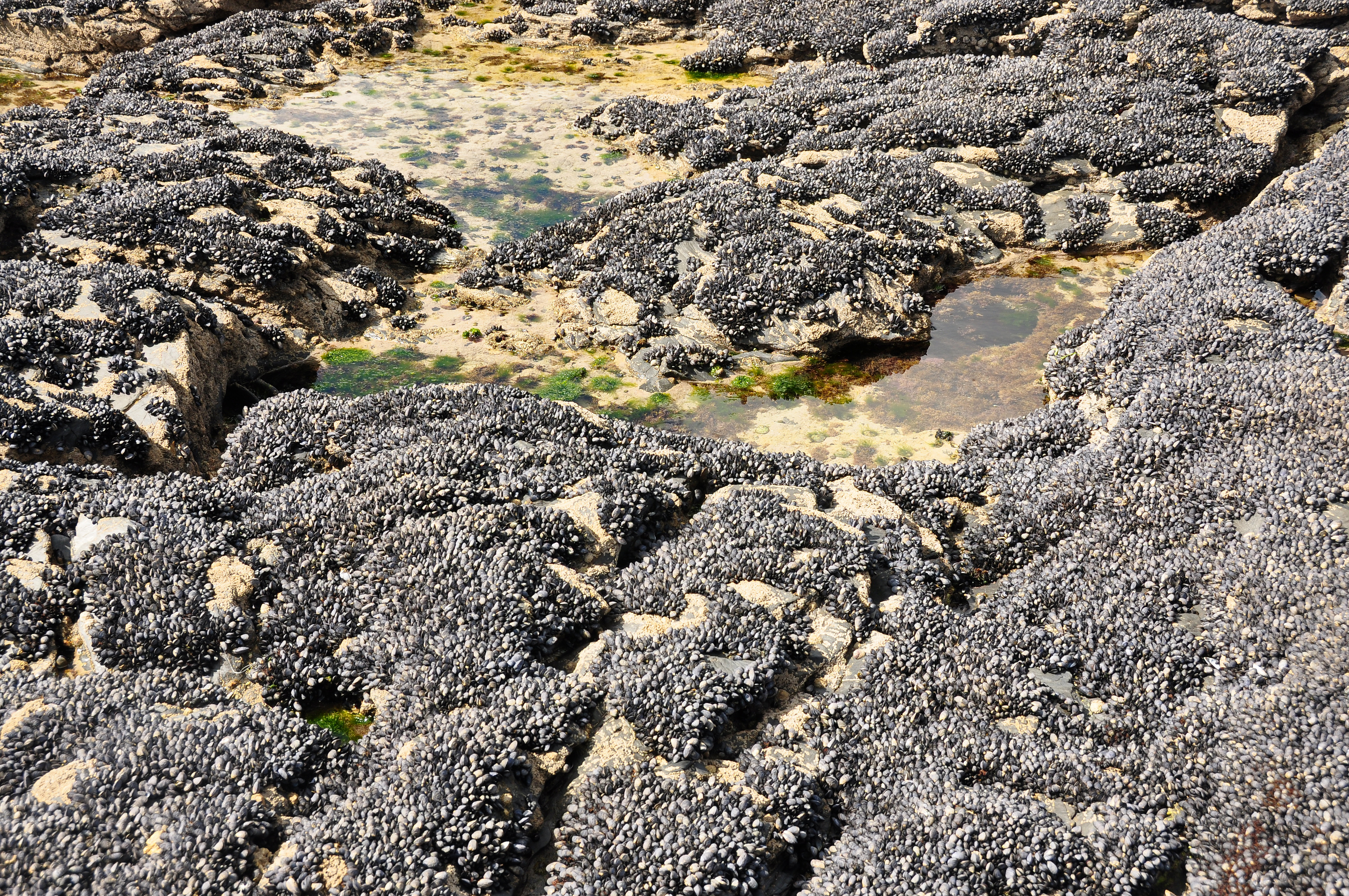
Muschelbänke in Booby’s Bay, Cornwall, Großbritannien

Die Gemeine Miesmuschel, Essbare Miesmuschel (lateinisch edulis = essbar) oder Pfahlmuschel (Mytilus edulis) ist eine Muschel-Art aus der Familie der Miesmuscheln (Mytilidae). Durch ihre Ernährungsweise als Filtrierer leistet sie einen entscheidenden Beitrag zur Wasserqualität der von ihr besiedelten Gewässer. In aquatischen Ökosystemen bieten Muschelbänke einen Lebensraum für zahlreiche weitere Arten, einschließlich Fische, Krebstiere und Würmer.
Die gemeine Miesmuschel wird bis zu 10 Jahre alt und bildet Muschelbänke mit bis zu 2.000 Tieren pro Quadratmeter.
Ihr Name ist vom mittelhochdeutschen Wort „mies“ bzw. vom plattdeutschen Wort „mois“ abgeleitet, was Moos bedeutet und sich auf die braunen, moosartigen Byssusfäden (auch „Muschelseide“ genannt) bezieht, mit denen die Muschel sich festhält.

## Merkmale

Rechte Klappe
Linke Klappe

Das vorne stark bauchige, gleichklappige Gehäuse ist im Umriss länglich-dreieckig, trapezoidal oder keilförmig („mytiliform“) mit einer Länge von 5 bis etwa 10 Zentimetern. Das Verhältnis Länge zu Dicke beider Klappen (L/D-Index) beträgt etwa 2,6. Es ist deutlich länger als hoch (L/H-Index = 2). Der Wirbel sitzt am Vorderende. Der Gehäuserand mit dem Ligament („Dorsalrand“) ist lang und gerade bis leicht gebogen. Der Hinterrand ist zunächst gerade bis schwach gebogen, das Hinterende ist enger gebogen. Der Ventralrand ist gerade, konvex bis leicht konkav. Das Vorderende (= Wirbel) ist eng gebogen; das Gehäuse bildet aber keinen „Haken“. Der innere Rand des Gehäuses ist glatt. Das Ligament liegt extern, ist jedoch eingesenkt, und erstreckt sich über zwei Drittel des „Dorsalrandes“. Das Schloss ist im Wesentlichen glatt; lediglich im Bereich des Vorderendes sind ein paar senkrecht zur Außenlinie stehende Kerben und Vorsprünge vorhanden. Gehäuseform und Größe sind sehr variabel und auch stark abhängig von ökologischen Faktoren.
Die Ornamentierung der Gehäuseaußenseite besteht aus konzentrischen Anwachsstreifen und etwas gröberen Linien, die während Wachstumsunterbrechungen gebildet wurden. Die Schale ist dünn und spröde. Die dickere äußere Lage der mineralischen Schale besteht aus prismatischem Kalzit. Die dünnere innere Lage ist aus Blättchen von aragonitischem Perlmutt aufgebaut.
Das dünne Periostracum haftet fest an der mineralischen Schale und blättert nicht ab. Es ist blau-schwarz bis dunkelbraun gefärbt. Juvenile Exemplare sind oft noch hornfarben mit vom Wirbel ausgehenden dunkelblauen Strahlen. Die zwei Schließmuskeln sind nicht gleich groß, der deutlich kleinere, vordere Schließmuskel sitzt unmittelbar am Vorderrand unterhalb des Vorderendes und die Ansatzstelle ist nur undeutlich zu sehen. Der hintere Schließmuskel ist dagegen sehr groß und bildet zusammen mit dem Byssusretraktormuskel einen sehr großen einheitlichen Muskelabdruck direkt innerhalb der Mantellinie.

Rechte und linke Klappe des gleichen Tieres:

Rechte Klappe
Linke Klappe

var. flavida Locard
- Rechte Klappe
- Linke Klappe

## Geografische Verbreitung und Lebensweise

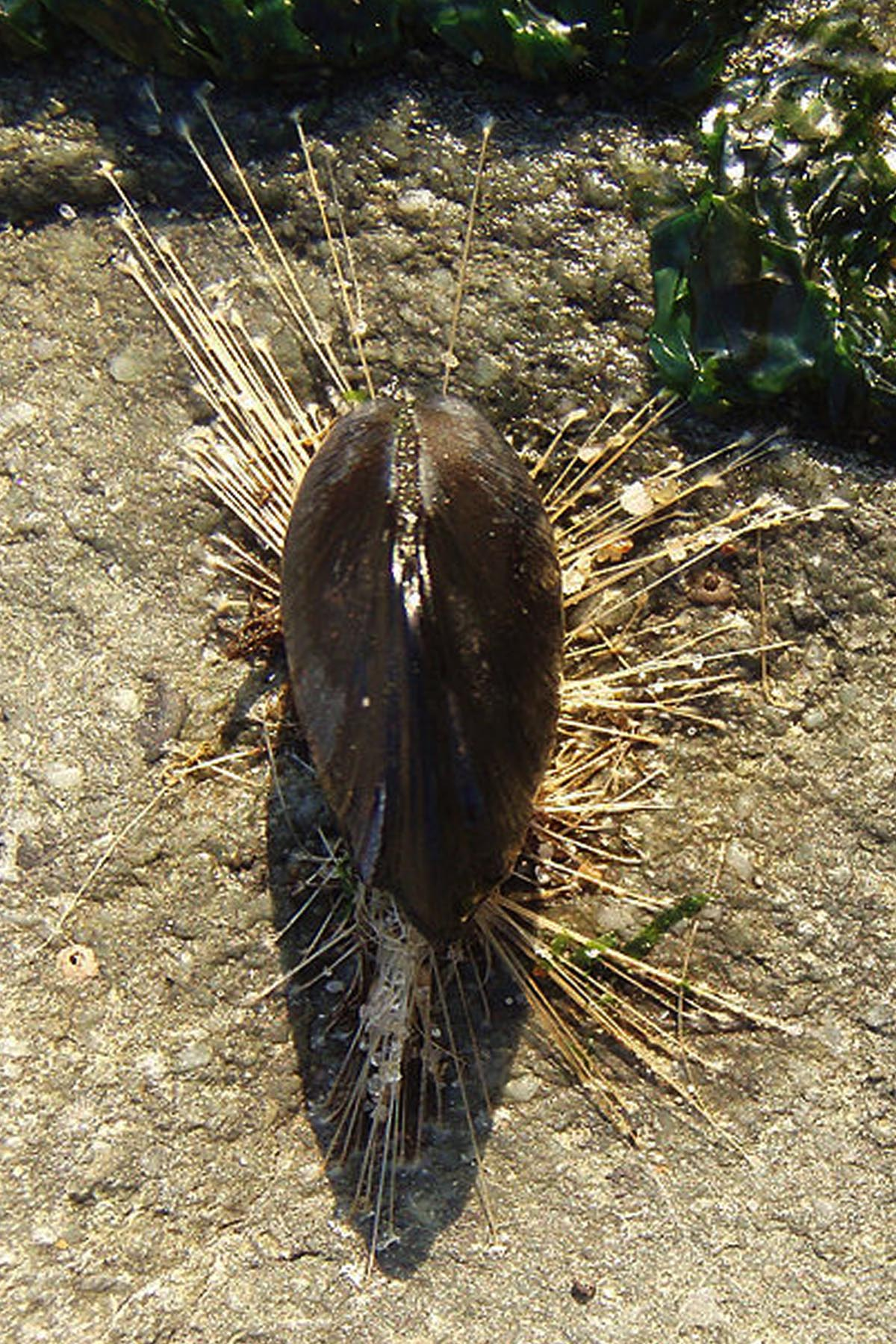
Mit Byssus auf dem Untergrund verankerte Miesmuschel

Die Gemeine Miesmuschel war ursprünglich wohl auf die Küstengewässer des östlichen Nordatlantiks von etwa der Aquitaine bis Nordnorwegen, das Weiße Meer und Spitzbergen beschränkt. Im westlichen Nordatlantik kommt sie von Washington D.C. bis etwa Maine vor. Ab Nova Scotia nordwärts wird sie durch die Pazifische Miesmuschel ersetzt. In Südgrönland und Island wurde dagegen die Gemeine Miesmuschel nachgewiesen. Sie kommt heute durch Verschleppung und gezielte Ansiedlung in Aquakulturen auch im Nordpazifik vor.
Typische Lebensräume befinden sich von der Hochwasserlinie abwärts vor Felsküsten bis in die Nähe von Flussmündungen, wobei die Muscheln oft gemeinsam mit Seepocken dichte Bänke bilden.
Auch in der Ostsee sind Miesmuscheln anzutreffen, erreichen dort aufgrund des geringeren Salzgehaltes jedoch nur eine Größe von bis zu fünf Zentimetern, während ihre Verwandten in der Nordsee bis zu doppelt so groß werden können und stabilere Schalen ausbilden.
Ihr bevorzugter Lebensraum befindet sich im Gezeitenbereich und flachen Wasser, bis zu einer Wassertiefe von etwa 20 Metern, wo sie sich mit ihren Byssusfäden an feste Untergründe heftet. Die Fäden produziert die Muschel mit einer am Fuß befindlichen Drüse. Durch die Anheftung schützt sich das Schalenweichtier gegen Verdriftung und ist in der Lage, sich aus dem Schlamm herausziehen, der sich durch ihre eigene Filtertätigkeit in ihrer direkten Umgebung ansammelt. Die Muschel kann ihre Anheftung selbst lösen und sich, mithilfe des Fußes, ein Stück bewegen, um sich an anderer Stelle wieder anzuheften. Sie braucht im Sommer Wassertemperaturen von mindestens 4 °C. In Muschelbänken können sie sehr dichte Bestände von bis zu 2.000 Tieren pro Quadratmeter bilden.

### Ernährung

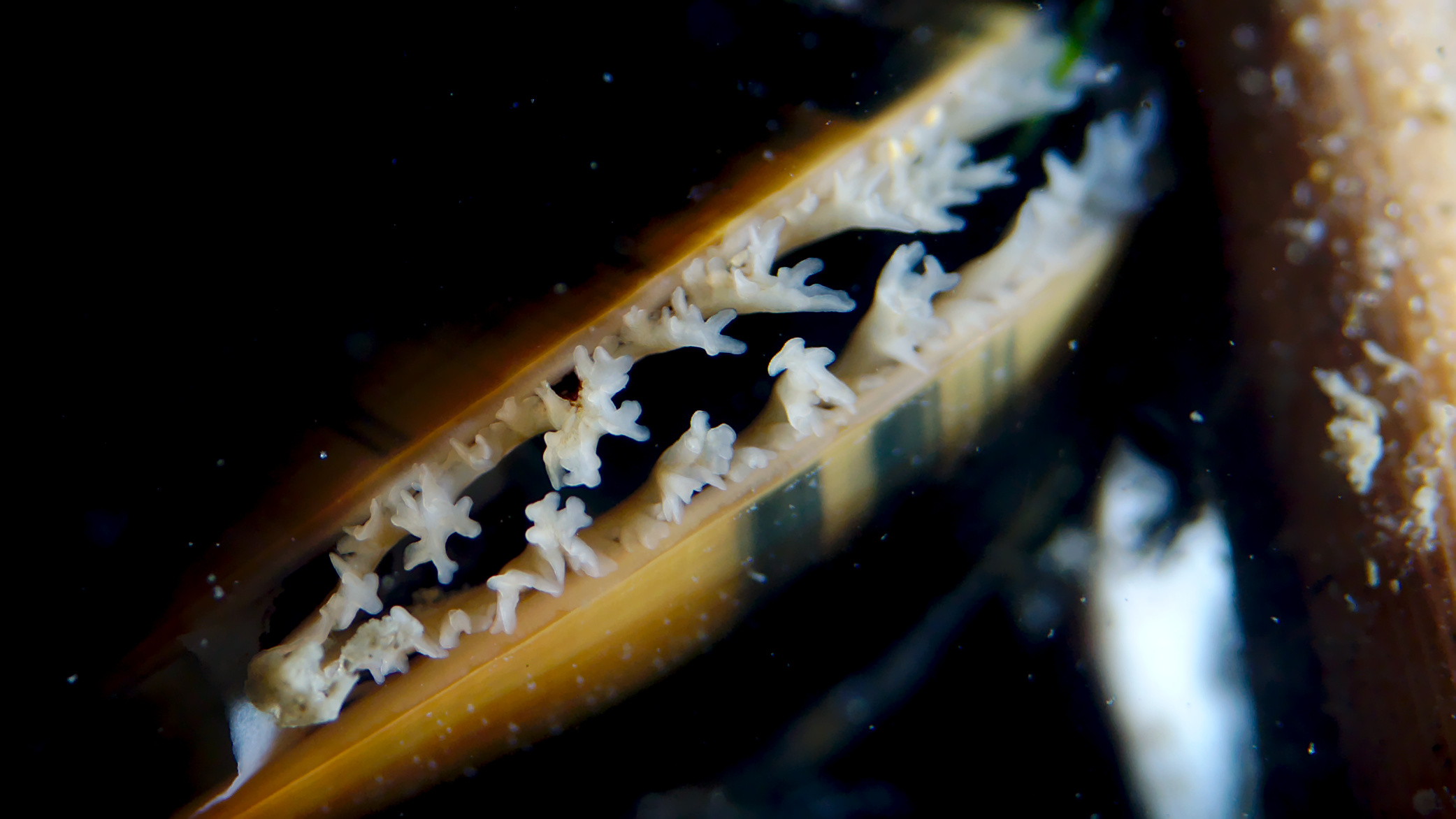
Nahaufnahme der Kiemen

Als Filtrierer saugen Miesmuscheln das Meerwasser an und filtern dann bis zu 80 Prozent der im Wasser enthaltenen Partikel bis zu einer Größe von zwei Mikrometern daraus. In ihren Kiemen halten die Muscheln Plankton, Bakterien und organisches Material mit Hilfe einer Schleimschicht zurück und befördern diese mit Wimpernbewegungen zu ihrer Mundöffnung. Je nach Größe reinigen ausgewachsene Muscheln ein bis zwei Liter Wasser pro Stunde, während jeder Quadratmeter einer Miesmuschelbank stündlich bis zu 140 Liter Wasser filtern kann.
Bei der Nahrungsaufnahme nehmen Filtrierer, wie Korallen oder Muscheln unweigerlich auch im Meerwasser vorhandenes Mikroplastik mit auf.
Unverwertbare Reste werden, zusammen mit anorganischen Schwebstoffen, als Pseudofaeces ausgeschieden. Da dieser Scheinkot mit Schleim fixiert wird, bilden die Muscheln unter sich ein Schlickpolster aus, was zu einer hohen Sedimentation beiträgt.

### Fortpflanzung

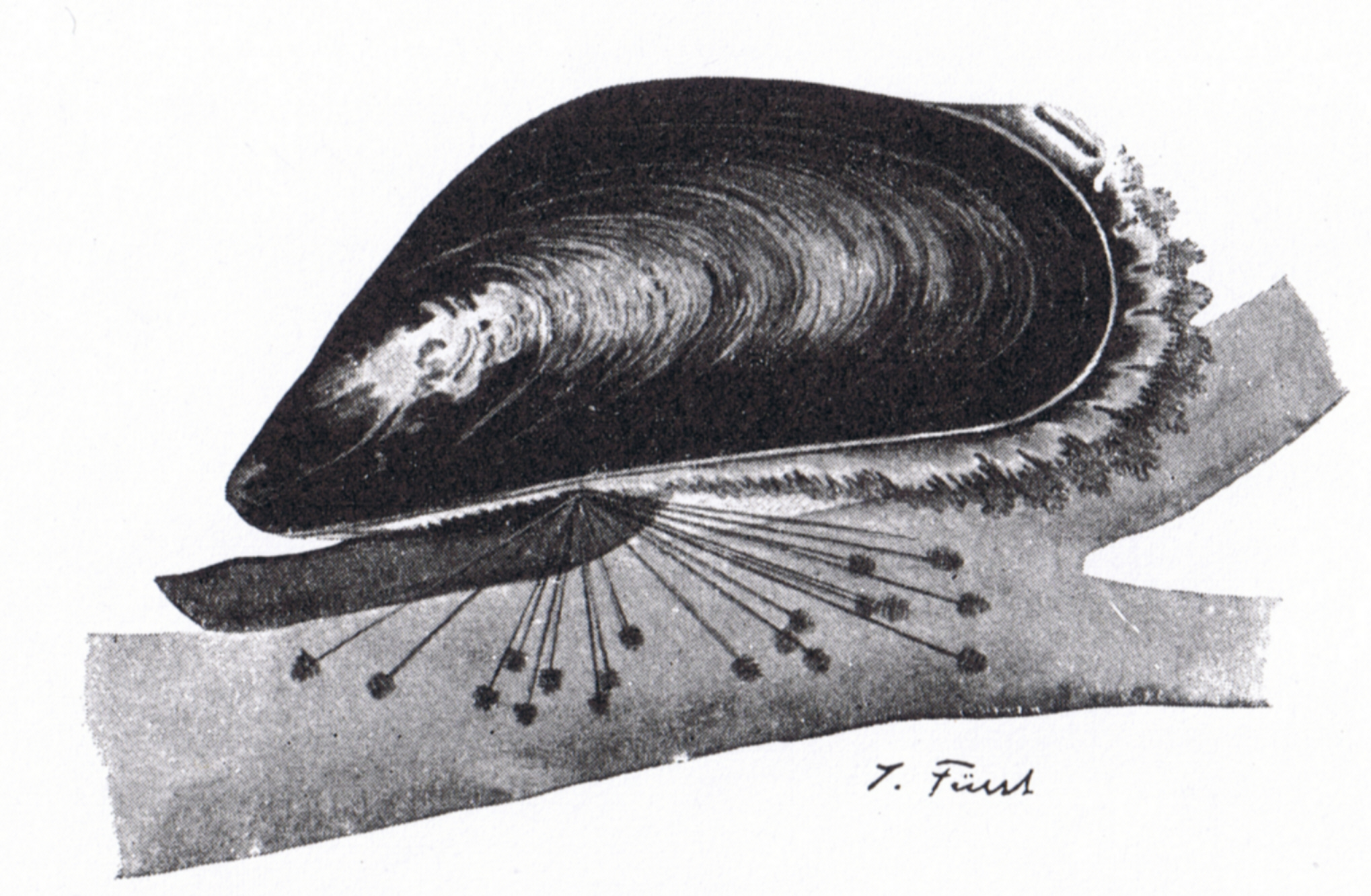
Miesmuschel (Mytilus edulis), ca. 1895 von Julius Fürst

Die Geschlechter der Gemeinen Miesmuschel sind getrennt. Die Weibchen können bis zu dreimal im Jahr jeweils 5 bis 12 Millionen Eier freisetzen. Die Befruchtung ist extern. Die befruchteten Eier messen im Durchschnitt 67 µm. Aus ihnen entwickelt sich über die Trochophora mit einem deutlichen apikalen Flagellum eine planktotrophe Veliger-Larve, die bis vier Wochen im freien Wasser treibt, bevor sie zum Bodenleben übergeht und eine Metamorphose einleitet.
Die Larven schweben nach dem Schlupf etwa einen Monat lang durchs Wasser und heften sich dann an Steine, Felsen oder andere Muscheln, in Seegraswiesen oder auf anderen Wasserpflanzen fest. Nach sechs Wochen wählen sie dann ihren endgültigen Standort, der sich auch in Seegraswiesen oder auf Wasserpflanzen befinden kann. Durch weiteres Wachstum werden die jungen Muscheln so Teil einer Miesmuschelbank.
Bis dahin machen sie folgende Entwicklung durch: Das erste Gehäuse der Veliger-Larve ist D-förmig mit gerader Schlosslinie (von ca. 70 µm) und hat eine Länge von etwa 95 µm und eine Höhe von ca. 70 µm. Während die Länge der Schlosslinie nahezu konstant bleibt, wird das Gehäuse länger und breiter. Bei einer Länge von 140 bis 150 µm erscheint der Wirbel (Umbo) (auch Umbo genannt). Bei einer Länge von 210 bis 230 µm erhebt sich der Umbo über die Schlosslinie bzw. deren Schultern. Augenflecke erschienen meist bei einer Länge von 220 bis 230 µm, selten schon bei 205 µm. Der Fuß entwickelt sich, wenn die Larven etwa 195 bis 210 µm lang sind. Die aktive Bewegung beginnt bei Larven, die etwa 215 bis 240 µm erreicht haben. Nur wenig später geht die Larve zum Bodenleben und zur Metamorphose über. Die Lebensdauer verläuft dabei temperaturabhängig, unter kalten Bedingungen wachsen die Tiere sehr langsam und können ein Alter von über zehn Jahren erreichen. Sie sind nach 1½ bis 3 Jahren geschlechtsreif.

## Ökologische und wirtschaftliche Bedeutung

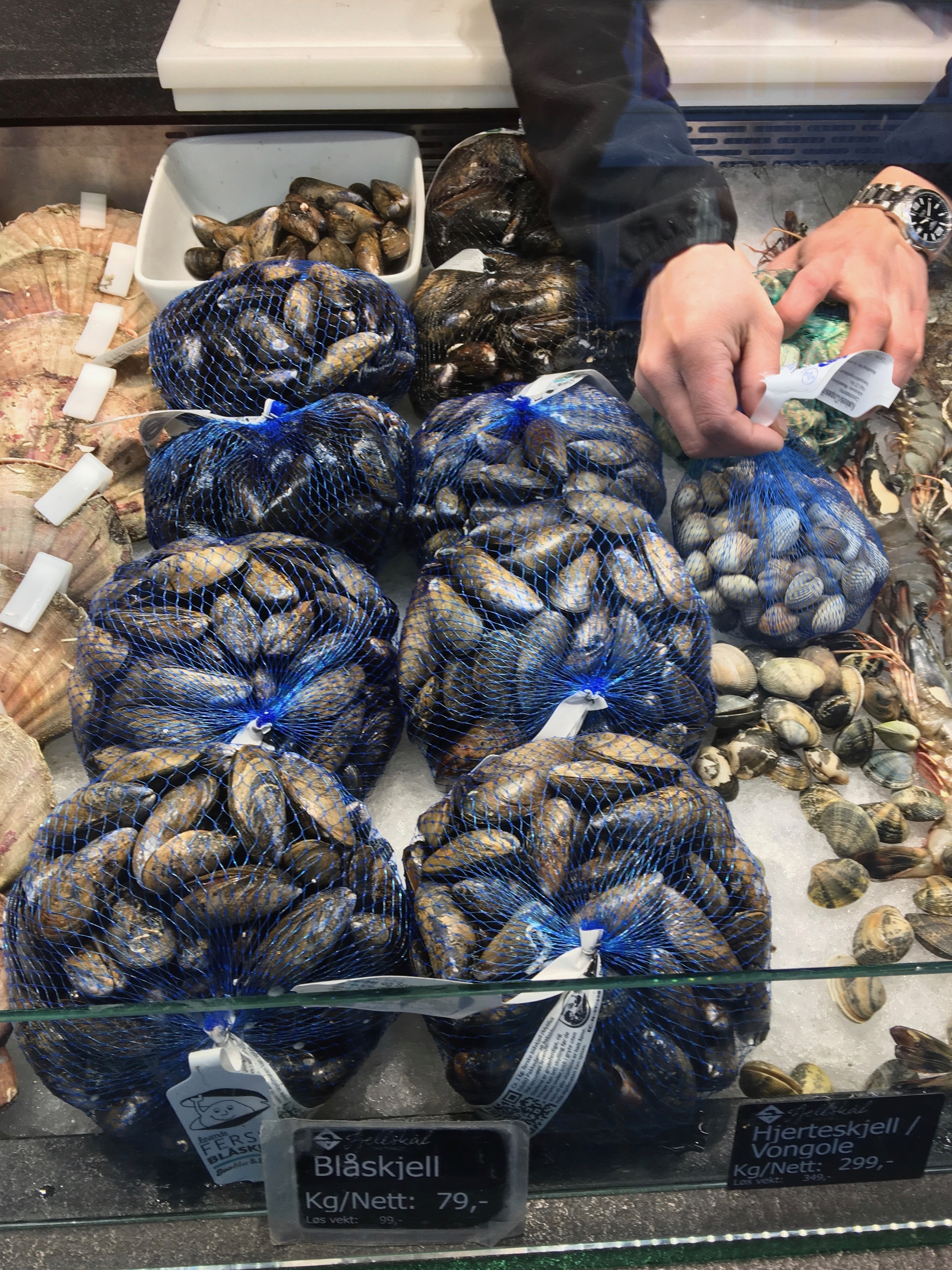
Verkauf von Miesmuscheln in Bergen, Norwegen

### Bedeutung als Beutetier und Nahrungsmittel
Miesmuscheln dienen unter anderem Seesternen, gründelnden Wasservögeln, Möwen und Fischen (z. B. der Scholle) als Nahrungsquelle.

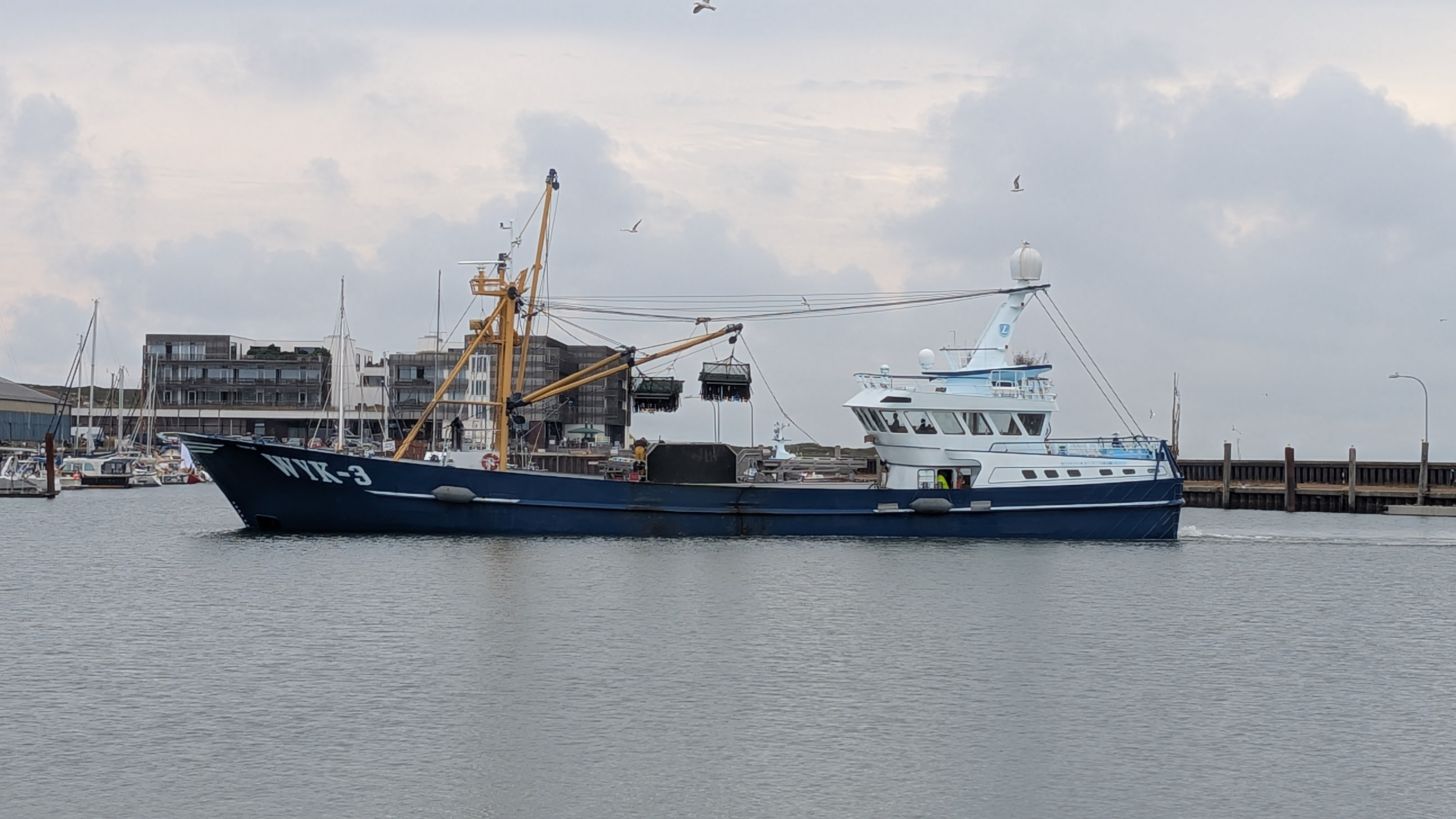
Muschelkutter im Hafen Hörnum

Die Gemeine Miesmuschel ist neben der Auster eine der wichtigsten Speisemuscheln. Bereits im 13. Jahrhundert begann der Mensch Miesmuscheln an Holzpfählen zu züchten.
Aquakulturen liefern, mit 89 Prozent, mittlerweile den Hauptteil der für den Verzehr geernteten Muscheln. In Europa ist die Produktion dabei seit der Jahrtausendwende zurückgegangen, während sie in Asien (insbesondere China) weiter ansteigt. Neben Aspekten der Nachhaltigkeit wird dabei zunehmend die Abnahme der Wasserqualität zum Problem.

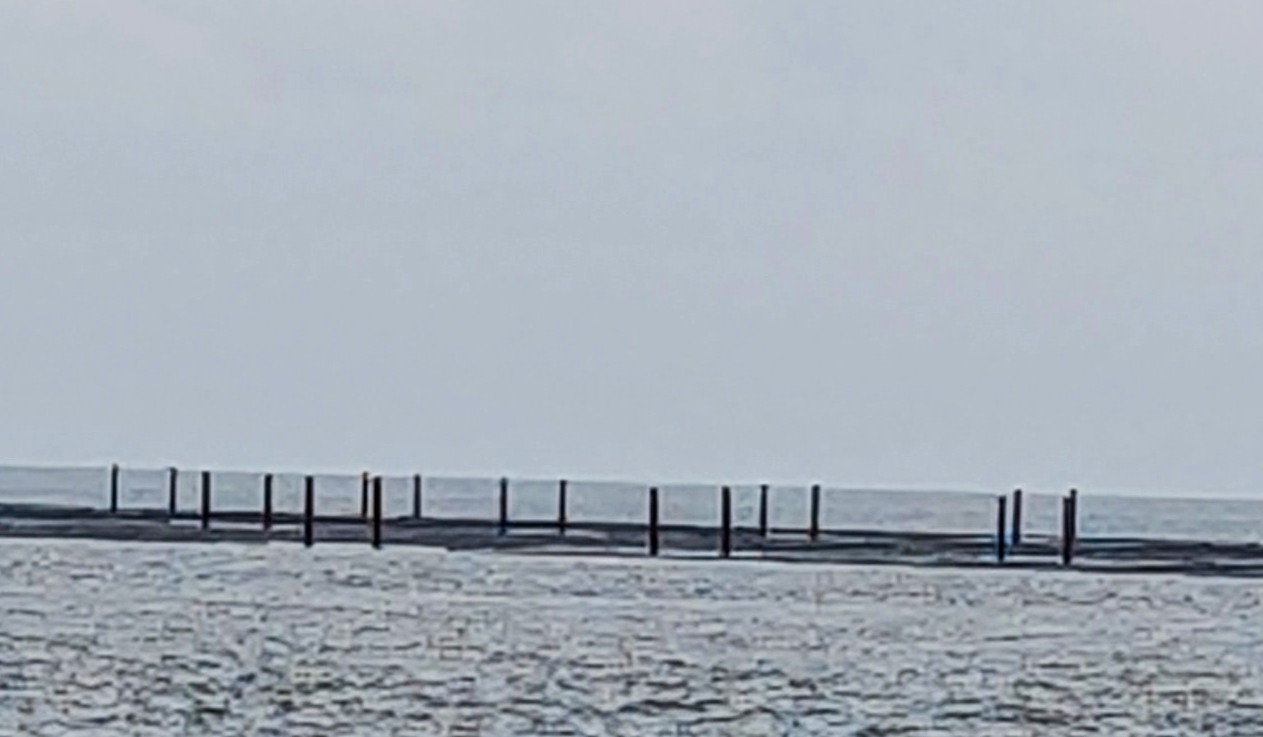
Miesmuschel Zucht vor Hörnum

### Ökologische Bedeutung und Erforschung
Muscheln und Muschelbänke spielen eine wichtige Rolle für den Erhalt einer stabilen Wasserqualität, von der alle Lebewesen des Ökosystems profitieren.
Die Miesmuscheln könnten, Berechnungen zufolge, innerhalb von nur zehn Tagen das Wasser des gesamten Wattenmeeres filtrieren. Von Muschelbänken profitieren außerdem zahlreiche weitere Arten, sie bieten bis zu 50 weiteren Arten Lebensraum und Unterschlupf und leisten so einen wichtigen Beitrag zur Biodiversität maritimer Lebensräume.
Durch (teilweise illegalen) Wildfang wurden jedoch zahlreiche Miesmuschelbänke vor den Küsten bereits zerstört, bevor sie unter Schutz gestellt wurden.
Ein weiteres Problem besteht in der Verschmutzung der Ozeane: Durch Mikroplastik aus Polyethylen (PE) bildet die Gemeine Miesmuschel weniger Byssusfäden und die Bindungsstärke reduziert sich um rund 50 Prozent. Bei Mikroplastik aus Polyethylen und auch aus Polylactid (PLA) kommt es zu einer Proteinstoffwechselstörung, genauer zu einer Veränderung des Hämolymphenproteoms. Dies zeigt, dass selbst biologisch abbaubarer Kunststoff die Gesundheit der Gemeinen Miesmuschel verändern kann.
Um die langfristigen Auswirkungen von Mikroplastiks auf kleinere Meeresorganismen zu erforschen, wurden Miesmuscheln am Helmholtz-Zentrum für Ozeanforschung, über einen Zeitraum von 42 Wochen, unterschiedlich stark kontaminiertem Wasser ausgesetzt. Die Ergebnisse des bislang längsten Labor-Experiments zu den Auswirkungen von künstlichen Mikropartikeln wurden 2021 veröffentlicht und zeigten, dass die negativen Auswirkungen weniger stark ausgeprägt waren als zunächst befürchtet. Die Miesmuscheln zeigen, selbst wenn sie dem Mikroplastik über einen längeren Zeitraum ausgesetzt waren, kaum Beeinträchtigungen. Zuvor waren nur kurze Experimente durchgeführt worden, die mit unrealistisch hohen Mikroplastikkonzentrationen in den Versuchstanks gearbeitet hatten, während nun die Wechselbeziehung zwischen den Muscheln und dem tatsächliche Ausmaß der Verschmutzung untersucht wurde. Zudem wurde die Reaktion auf unterschiedliche Partikelgrößen, bis hin zum Nanoplastik, erforscht und mit der Wachstumsrate junger Muscheln, der Produktion von Haftfäden sowie der Rate, mit der Futteralgen aus dem Wasser gefiltert wurden in Verbindung gebracht. Erst gegen Ende des Experimentes zeigten sich negative Auswirkungen, die schwächer ausfielen als angenommen. Dennoch betrachten die Forscher das Ergebnis nicht als Entwarnung, was die Verschmutzung mit den Mikropartikeln generell angeht. Andere Arten könnten anders auf die Verunreinigung reagieren und bei einem Lebensalter von bis zu zehn Jahren zeigen sich negative Veränderungen bei den Muscheln möglicherweise nicht schon innerhalb des ersten Jahres.

## Taxonomie

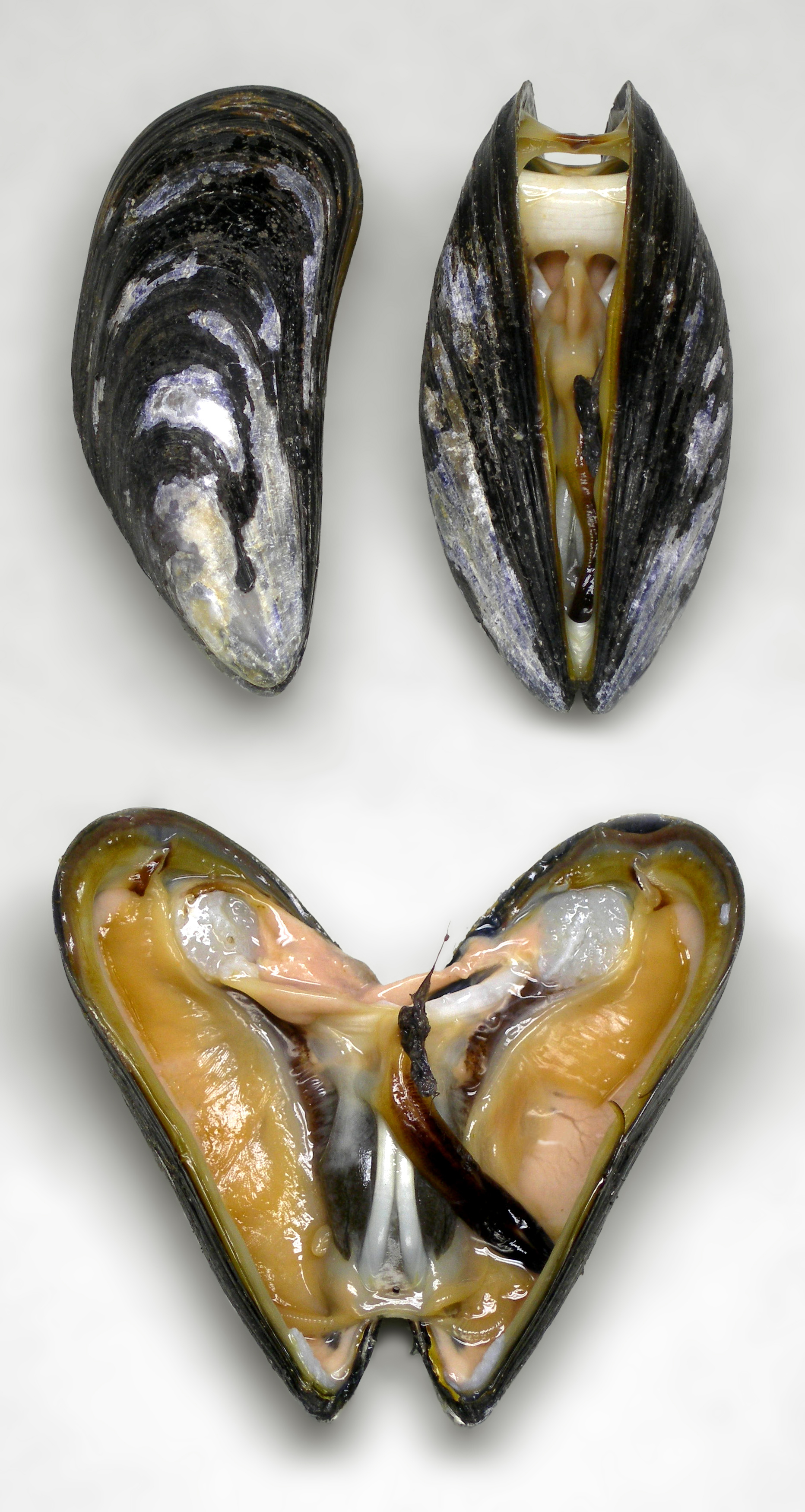
Innenansicht der Miesmuschel

Das Taxon führte 1758 Carl von Linné in der noch benutzten Form Mytilus edulis in die wissenschaftliche Literatur ein. Es ist die Typusart der Gattung Mytilus Linné, 1758 durch spätere Festlegung.
Aufgrund der großen Variabilität in der Gehäuseform existieren zahlreiche Synonyme für diese Art: Mytilus abbreviatus Lamarck, 1819, Mytilus angulatus Williamson, 1834, Mytilus borealis Lamarck, 1819, Mytilus elegans Brown, 1827, Mytilus grunerianus Dunker, 1853, Mytilus minganensis Mighels, 1844, Mytilus notatus DeKay, 1843, Mytilus pellucidus Pennant, 1777, Mytilus petasunculinus Locard, 1886, Mytilus retusus Lamarck, 1819, Mytilus retusus var. acrocyrta Locard, 1889, Mytilus solitarius Williamson, 1834, Mytilus spathulinus Locard, 1889, Mytilus subsaxatilis Williamson, 1834, Mytilus trigonus Locard, 1889, Mytilus ungulatus Linnaeus, 1758, Mytilus variabilis Fischer von Waldheim, 1807, Mytilus vulgaris da Costa, 1778 und Perna ungulina Philipsson, 1788.
Śmietanka et al. bezeichnen die drei Arten im Text als Unterarten, behandeln sie formal jedoch weiter als Arten.

## Ähnliche Arten
Die Gemeine Miesmuschel ist die Typusart der Gattung Mytilus und eine der drei sehr nahe miteinander verwandten Arten der Mytilus edulis-Gruppe, zusammen mit der Mittelmeer-Miesmuschel (Mytilus galloprovincialis) und der Pazifischen Miesmuschel (Mytilus trossulus). Die drei Arten sind gehäusemorphologisch kaum zu unterscheiden und können daher nur durch Allozym-Elektrophorese-Untersuchungen oder molekularbiologische Methoden sicher bestimmt werden.
Die Pazifische Miesmuschel (Mytilus trossulus) ist äußerlich nicht von der Gemeinen Miesmuschel zu unterscheiden. Im Weißen Meer, wo beide Arten sympatrisch vorkommen, haben etwa 80 Prozent der Exemplare der Pazifischen Miesmuschel einen deutlichen, nicht unterbrochenen dunklen Prismastreifen unter dem Ligament, während 97 Prozent der Exemplare der Gemeinen Miesmuschel dieses Merkmal nicht zeigen. Ansonsten sind sie nur durch Allozym-Elektrophorese und molekularbiologische Untersuchungen sicher zu unterscheiden. Obwohl seit den 1980er-Jahren bekannt war, dass sich in der Morphospezies Mytilus edulis zwei verschiedene Arten verbergen (Kryptospezies), wurde vor allem in ökologischen Untersuchungen weiterhin nicht zwischen ihnen unterschieden.
Daher ist das Verbreitungsgebiet der beiden Arten und auch das der sehr ähnlichen Mittelmeer-Miesmuschel immer noch nicht sicher bekannt. Die beiden Arten haben sich vermutlich schon im Pliozän voneinander getrennt.
Die Mittelmeer-Miesmuschel (Mytilus galloprovincialis) ist mit äußeren Gehäusemerkmalen ebenfalls im Einzelfall nicht sicher von der Gemeinen Miesmuschel und der Pazifischen Miesmuschel zu unterscheiden. Im Durchschnitt unterscheidet sie sich durch den schlankeren Habitus des Gehäuses; es ist deutlich länger als hoch. Das Vorderende ist zwar eng gerundet; das Gehäuse bildet aber keinen „Haken“ wie bei der Mittelmeer-Miesmuschel.